# Енді Маккомбі
Ендрю «Енді» Маккомбі (англ. Andrew McCombie, 30 червня 1876, Інвернесс — 28 березня 1952) — шотландський футболіст, який грав на позиції правого захисника за клуби з Північно-Східної Англії: «Сандерленд» і «Ньюкасл Юнайтед». Він вигравав чемпіонат Футбольної ліги з обома клубами і двічі доходив до фіналу Кубка Англії. Він продовжував свою спортивну кар'єру як член тренерського штабу «Ньюкасла».

## Кар'єра

### «Сандерленд»
Маккомбі народився в Інвернессі і розпочав свою кар'єру в «Інвернесс Тісл», перш ніж переїхати на південь і приєднатися до «Сандерленда» в грудні 1898 року. Він дебютував за команду на виїзді у матчі проти «Шеффілд Венсдей» 18 лютого 1899 року, в той час як основний правий захисник Філіпп Бах був викликаний на матч збірної Англії (єдиний в його кар'єрі) на «Рокер Парк» у Сандерленді. У відсутність Баха у зв'язку з міжнародним матчем Маккомбі вийшов на поле в основному складі на правий фланг, матч закінчився перемогою «Сандерленда» з мінімальним рахунком. Бах був не в змозі повернути своє місце в основі, в подальшому він зіграв лише два матчі, перш ніж був проданий в «Мідлсбро».
Маккомбі став основним гравцем в його перший повний сезон з «Сандерлендом», команда посіла третє місце в турнірній таблиці. У наступному сезоні Маккомбі пропустив лише одну гру, а «Сандерленд» закінчив на другому місці, Маккомбі зігрався з Джиммі Вотсоном, така зв'язка захисників подобалася воротарю команди, Неду Дойгу. У цей період Маккомбі зіграв три матчі за збірну Шотландії, також у загальній складності у нього в активі було 109 матчів ліги і кубка між лютим 1900 і лютим 1904 року, коли Маккомбі був проданий в «Ньюкасл».
У 1901-02 сезоні Маккомбі пропустив завершальні вісім ігор, а «Сандерленд» виграв чемпіонат, обійшовши на три очки «Евертон».
Його першим міжнародним матчем за Шотландію стала перемога з мінімальним рахунком над Уельсом 9 березня 1903 року. У наступному матчі проти Англії 4 квітня Маккомбі об'єднався в захисті зі своїми колегами по «Сандерленду», Дойгом і Вотсоном, в результаті шотландці перемогли з рахунком 2-1.
У 1903 році «Сандерленд» був вражений фінансовим скандалом, пов'язаним з Маккомбі. Рада директорів «Сандерленда» дала гравцеві 100 фунтів стерлінгів для того, щоб він почав свій бізнес, сподіваючись на те, що він відпрацює гроші. Маккомбі, однак, сприйняв ці гроші в як подарунок і відмовився повернути їх клубу. Футбольна асоціація Англії почала розслідування і погодилася з Маккомбі, заявивши, що це була «премія», крім того у «Сандерленда» були виявлені фінансові порушення, що спричинило відповідні санкції. «Сандерленд» був оштрафований на 250 фунтів, шість директорів були відсторонені від посад на два з половиною роки, а Алекс Мекі отримав суспензії.
Незабаром після цього Маккомбі був проданий вічним суперникам «Сандерленда», «Ньюкасл Юнайтед», в лютому 1904 року. Його остання поява у складі «Сандерленда» завершилася розгромною перемогою з рахунком 6-0 над «Бері» 23 січня 1904 року. За 5 років з «Сандерлендом» він зіграв загалом 164 матчі в усіх турнірах, забивши шість м'ячів. Останній гол Маккомбі забив у матчі проти свого майбутнього клубу, реалізувавши пенальті і принісши команді нічию 1-1 на «Рокер Парк» 1 січня 1904 року.

### «Ньюкасл Юнайтед»
Він приєднався до «Ньюкасл Юнайтед» за плату в розмірі 700 фунтів стерлінгів. Це був рекордний трансфер в світовому футболі на той момент і був побитий лише наступного року також з участю гравця «Сандерленда», Альфа Коммона. Маккомбі розлучився з «Ньюкаслом» вже як тренер незадовго до смерті.
Він дебютував за «Ньюкасл» в матчі з «Ноттс Каунті», гра закінчилася перемогою «сорок» з рахунком 4-1, 13 лютого 1904 року. У своєму першому матчі на «Рокер Парк» як гравець «Ньюкасла», 24 грудня 1904 року, він забив на перших хвилинах автогол, а «Сандерленд» виграв з рахунком 3-1. У своєму першому повному сезоні на «Сент-Джеймс Парк» він пропустив усього три гри, а «Ньюкасл» виграв чемпіонат вперше у своїй історії, випередивши «Евертон» всього на одне очко. Він зіграв ще два матчі за Шотландію, здобувши перемогу з рахунком 3-1 над Уельсом 6 березня 1905 року і зазнавши мінімальної поразки від Англії 1 квітня. В останньому матчі, зіграному на спортивному центрі «Крістал Пелас», до нього приєдналися колеги з «Ньюкаслу»: Енді Ейткен, Пітер Маквільям і Джеймс Гоуї.
Через два тижні після свого останнього матчу за Шотландію Маккомбі у складі «Ньюкасла» на «Крістал Пелас» програв з рахунком 2-0 у фіналі кубка «Астон Віллі». Він повернувся на «Крістал Пелас» в 1906 році на фінал Кубка Англії, але він знову був на боці тих, хто програв, «Ньюкасл» мінімально поступився «Евертону».
«Ньюкасл» виграв титул вдруге в 1907 році, Маккомбв зіграв 26 матчів. У сезоні 1908-09 Маккомбі зіграв тільки один матч. Він залишався на «Сент-Джеймс Парк» до 1910 року, його фінальною грою була розгромна поразка з рахунком 4-0 в матчі з «Астон Віллою» 27 квітня 1910 року.
За шість років кар'єри в «Ньюкаслі» він зіграв загалом 132 матчі за першу команду, голів не забивав.

### Пізня кар'єра
Після закінчення кар'єри гравця Маккомбі залишився в тренерському штабі «Ньюкасл Юнайтед», прагнув стати першим тренером команди, але пішов у відставку в 1950 році і помер через два роки в 1952 році.

## Досягнення
«Сандерленд»
- Чемпіон Англії: 1901-02

«Ньюкасл Юнайтед»
- Чемпіон Англії: 1904-05, 1905-06
- Кубок Англії (фіналіст): 1904-05, 1905-06